# 성서 용지

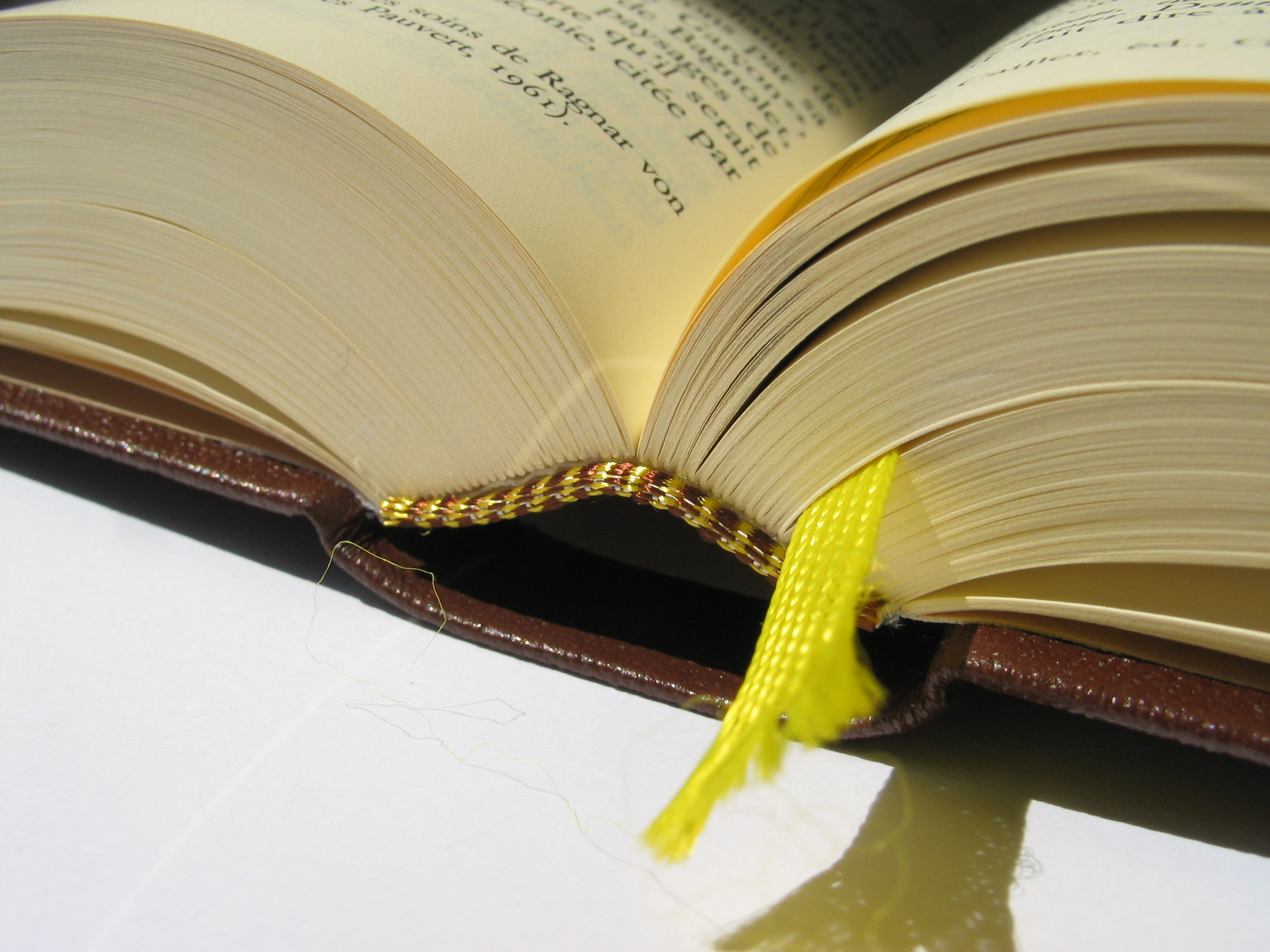
성서 용지를 사용한 Bibliothèque de la Pléiade. 성서 용지의 얇은 두께는 많은 장의 종이를 사용하는 책의 두께를 상당히 얇게 만들어 준다.

성서 용지, 또는 스크리타 페이퍼,는 얇은 종이의 한 종류로 사전과 같이 매우 두꺼운 책을 인쇄하는 데 사용된다. 기술적으로는 '경량 오프셋 용지'라고 불리며 백상지의 한 종류이기도 하다. 이 종이는 두께의 한계에 의해 강도가 낮아지는 것을 막기 위해 면이나 아마포를 첨가하기도 한다
성서 용지는 성경을 제작하는 데 주로 사용되고, 백과사전이나 사전 등을 제작하는 데도 사용된다. Bibliothèque de la Pléiade에 의해 출판된 소설과 같은 책들도 이 종이를 사용하는 것으로 알려져 있다. 노튼 영문학 개관도 성서 용지를 사용한 책의 한 예로 볼 수 있다. (뉴욕 타임즈의 평론가는 이것을 "가는 담배 종이"라고 표현하기도 하였다.).

## 같이 보기
- 인도 종이

## 참고 문헌
- "Bible paper" in Matt T. Roberts and Don Etherington, Bookbinding and the Conservation of books: A Dictionary of Descriptive Terminology.